# Сюзі Кастільйо
Сюзі Кастільо (27 жовтня 1979 , Метуен, Массачусетс ) — американська актриса, телеведуча, VJ, модель і переможець конкурсу краси «Міс США», учасниця конкурсів «Юна міс США» та « Міс Всесвіт», а також ведуча телевізійного шоу Total Request Live на MTV.

## Ранні роки
Кастільо народилася 1979 року в Метуені у штаті Массачусетс, в сім'ї домініканського батька і матері пуерториканської жінки, які були розлучені, коли вона була дитиною. Після того, як її батько покинув сім'ю, її мати переїхала до Лоуренса, штат Массачусетс, працювала на кількох роботах, щоб покривати витрати на проживання та навчання для своєї сім'ї. На неї сильно вплинула її пуерториканська спадщина, хоча вона заявила, що вважає себе і пуерториканкою, і домініканкою.
У 1996 році, у віці 16 років, Кастільо вже стала професійною моделлю, з'являючись у багатьох підліткових журналах і рекламних роликах. Після закінчення середньої школи Метуен вона вступила до коледжу Ендикотт, а в 2001 році отримала ступінь бакалавра в галузі архітектури та дизайну інтер'єру. Вона отримала нагороду Capstone Award на знак визнання її дипломної роботи. Вона є членом жіночого товариства Kappa Delta. 

## Конкурси краси

### Юна міс Массачусетс у США
Кастільо виграла свій перший титул на конкурсі в листопаді 1997 року, коли вона обіграла понад сорок інших конкурсанток і стала Міс Массачусетс для підлітків США 1998 року Переможниця Міс Массачусетс США 1998 Шоне Джеббіа також виграла і титул Міс США в лютому наступного року.
Кастільо представляла свій штат на конкурсі «Юна міс США», який відбувся в Шривпорті у штат Луїзіана, 17 серпня 1998 року. Хоча конкурс зазвичай транслювався в прямому ефірі, того року телетрансляція була відкладена через промову тодішнього президента Білла Клінтона про його стосунки з Монікою Левінскі (докладніше дів. Скандал Клінтон — Левінскі). Того року вона також отримала нагороду Clairol Herbal Essence Award. Виграла конкурс Ванесса Мінілло з Південної Кароліни.

### Міс Массачусетс США і Міс США

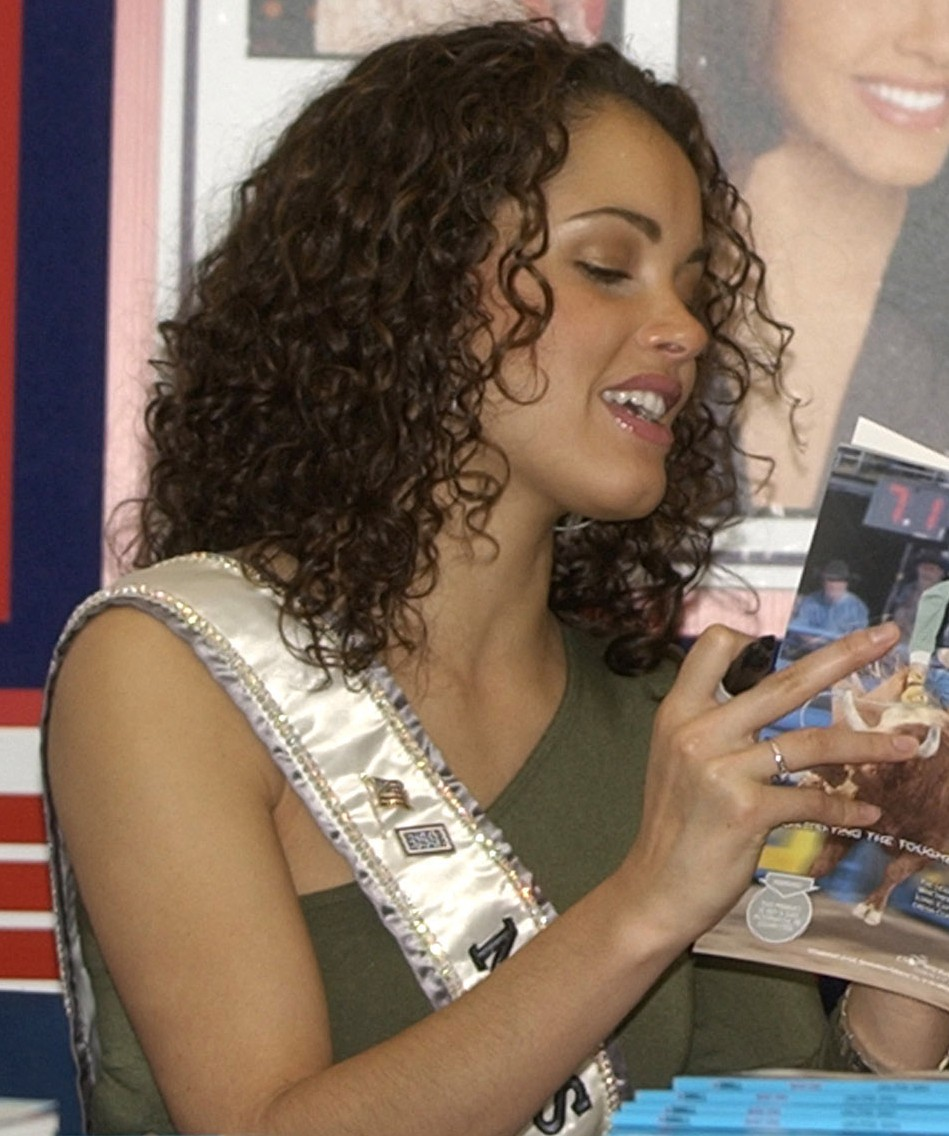
Сюзі Кастільо в 2004 році

У листопаді 2002 року Кастільо брала участь у конкурсі " Міс Массачусетс США ", що проходив у Державному коледжі Бриджвотер у місті Бриджвотер, і виграла титул. Кастільо стала першим володарем латиноамериканського титулу в штаті. Далі вона брала участь у конкурсі Міс США 2003, який відбувся в Сан-Антоніо 24 березня 2003 року Кастільо виграла титул Міс США на національному телебаченні, ставши другою володаркою титулу Массачусетса та четвертою колишньою володаркою титулу Міс США для підлітків, яка виграла конкурс. Вона була третьою латиноамериканкою, яка виграла Міс США після Лори Геррінг у 1985 році та Ліннет Коул у 2000 році . Крім того, вона була першою жінкою з домініканським походженням, яка виграла титул, а також другою жінкою з пуерториканським походженням, яка виграла після Ліннет Коул.
Як Міс США, Кастільо представляла організацію « Міс Всесвіт», виступаючи для благодійних організацій по території Сполучених Штатів Америки. Володарками «сестринських» титулів 2003 року були Амелія Вега (Міс Всесвіт, Домініканська Республіка) і Тамі Фаррелл (Юна міс США, Орегон).

### Міс Всесвіт
Кастільо поїхала до Панама-Сіті в Панамі, щоб позмагатися на конкурсі «Міс Всесвіт 2003» у травні цього року. Її національний костюм був схожий на одяг «Диво-жінка». Кастільо увійшла до 15-ти півфіналістів. Вона посіла 13-е місце в загальному заліку, як і її місце на «Міс для підлітків США». Виграла конкурс Амелія Вега з Домініканської Республіки. Всупереч поширеній думці, це був не перший випадок, коли дві домініканські жінки або дві пуерторіканські жінки брали участь в історії конкурсу, тому що учасники, які представляли Італію (Денні Мендес) і Домініканську Республіку у конкурсі 1997 року, були обидві домініканського походження та учасниці, які представляли США (Ліннетт Коул) і Пуерто-Рико у конкурсі 2000 року, були обидві пуерториканського походження.

## Медіа-кар'єра

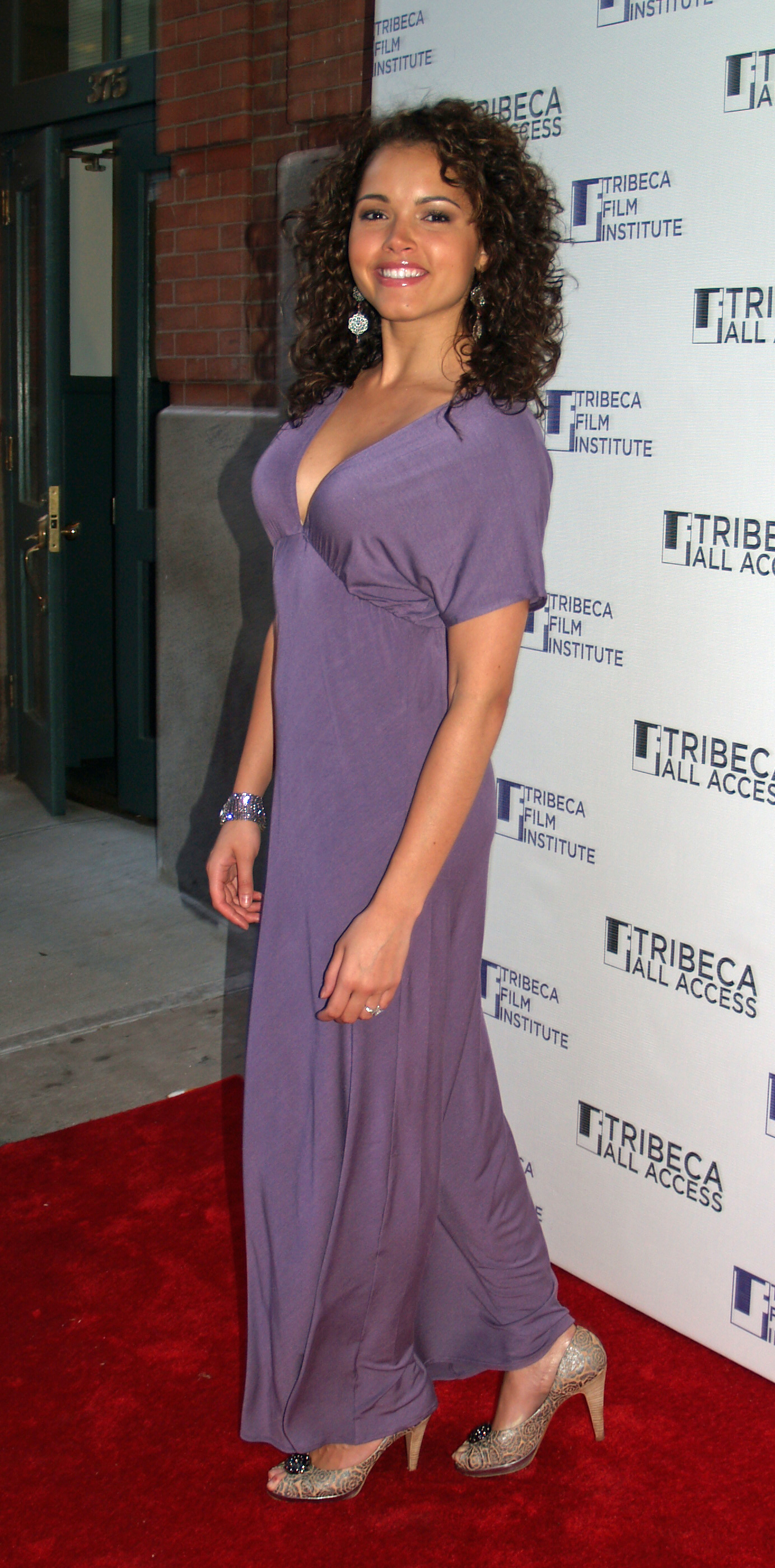
Кастільо на кінофестивалі Tribeca 2007

Кастільо з'являлася в гостях у таких шоу: в ефірі з Раяном Сікрестом (5 квітня 2004 р.), «Моя дружина та діти» (5 жовтня 2004 р.), де вона отримала роль «Шерон», «Половина і половина» (жовтень 18, 2004) у ролі «Шоні». У серпні 2005 року Кастільо разом з актором «Страстей» Галеном Герінгом був одним із ведучих конкурсу «Міс підлітків США 2005». Переможцем заходу стала Еллі ЛаФорс з Огайо.
Раніше Кастільо була постійним VJ на музичному телебаченні (MTV) і ведучим TRL, а також допоміг із запуском Mi TRL на MTV Tr3s у вересні 2006 року. Зараз вона займається акторською діяльністю повний робочий день. Вона також зіграла роль Мерседес Ернандес у шоу Тайлера Перрі «Будинок Пейн» у певній кількості епізодів 5-го сезону.
Вона також підписала контракт як амбасадор бренду для Charlotte Russe (роздрібний продавець) і стиліста Gossip Girl, Еріка Дамана, який збирається допомогти їй створити власну лінію під впливом її латиноамериканської спадщини.
У 2007 році Кастільо стала речником Neutrogena. Робота Кастільо для Neutrogena включає в себе роль «віртуального господаря» рекламного веб-сайту компанії The Big Blush. У 2008 році Кастільо вів реаліті-серіал ABC Family «Королева випускного балу Америки» . Разом із Майклом Флетлі вона є співведучою серіалу танцювальних змагань NBC Superstars of Dance у 2009 році
Кастільо був одним із організаторів Дня дітей Артура Еша 23 серпня 2008 року в USTA Біллі Джин Кінг National Tennis Canter у Нью-Йорку. Куддус з Nickelodeon був співведучим Сьюзі.
Кастільо була ведучою реаліті-серіалу про ремонт школи School Pride, який вийшов на NBC у 2010 році. Вона також знялася у фільмі 2011 року «Святкові заручини». У 2013 році Кастільо почала з'являтися як модель «Бекі», ручна у рекламі мила для посуду Palmolive Soft Touch.

## Особисте життя
7 жовтня 2006 року Кастільо одружилася з Метью Леслі на тихій церемонії в Іпсвічі у штаті Массачусетс . Вони зустрілися невдовзі після того, як Кастільо виграла конкурс Юна міс Массачусетс. Леслі запропонував Кастільо під час виступу в ток-шоу On-Air з Райаном Сікрестом у квітні 2004 року, безпосередньо перед тим, як Кастільо передала їй корону під час конкурсу " Міс США 2004 ". . У вільний час Кастільо працює волонтером для HAWC (Допомога жінкам і дітям, які постраждали від насильства), Клубу дівчат Лоуренса та Латиноамериканки проти сексуального насильства.
27 квітня 2011 року Кастільо оприлюднила заяву, атакуючи Управління безпеки на транспорті США (TSA), в якій стверджувала, що її чотири рази обмацували та неналежним чином торкалися під час посиленого обшуку . Вона опублікувала пост у блозі та відео з описом цього досвіду, і створила онлайн-петицію з вимогою припинити «тілесні» порушення.
Кастільо є веганкою і позувала оголеною для кампанії проти хутра PETA, заявивши, що вона завжди любила тварин. Кастільо закликає індустрію конкурсів краси припинити видавати шуби як нагороди, піддаючи тварин непотрібним тортурам «в ім'я моди».